# Una canzone senza tempo
Una canzone senza tempo è un singolo del cantautore italiano Luciano Ligabue, pubblicato il 25 agosto 2023 come secondo estratto dal quattordicesimo album in studio Dedicato a noi.

## Video musicale
Il videoclip, diretto da BENDO e girato a Roma, è stato pubblicato in concomitanza del lancio del singolo attraverso il canale YouTube del cantautore e ha visto la partecipazione dell'attrice Coco Rebecca Edogamhe.